# Koen Schockaert
Pour les articles homonymes, voir Schockaert.
Koen Schockaert, né le 13 février 1978, est un joueur belge de football, qui évolue au poste d'attaquant. Lors de la saison 2012-2013, il joue au SK Berlare, un club de Promotion.

## Carrière
Koen Schockaert effectue sa formation au Wilskracht Hofstade et à Lokeren. Il débute en équipe première lors de la saison 1994-1995, âgé d'à peine 16 ans. En fin de saison, Lokeren est champion de Division 2 et retrouve la première division. En 1998, il est considéré comme un des plus grands espoirs du football belge, et est transféré au FC Bruges, avec son coéquipier Elos Elonga-Ekakia. Malheureusement pour lui, il n'a que très rarement l'occasion de s'exprimer au club, l'entraîneur Eric Gerets considérant qu'il n'entre pas dans son système de jeu. Il est alors prêté à Saint-Trond lors de la saison 2000-2001, et au club norvégien de Tromsø IL la saison suivante.
À l'issue de son contrat en 2003, Koen Schockaert n'a joué que 22 matches en 5 ans au Club Brugeois (12 en championnat, 2 en Coupe de Belgique et 8 en Coupe d'Europe), et marqué 4 buts (3 en championnat, 1 en Coupe d'Europe). N'ayant jamais vraiment reçu sa chance, il est laissé libre par le Club et signe au Germinal Beerschot. Il n'y reste pas longtemps et part finir la saison à Denderleeuw, en Division 2, où il abandonne le statut de footballeur professionnel pour travailler en journée dans le garage de son frère. En 2004, il est transféré au Standard Wetteren, un club de Division 3, où il joue jusqu'en 2006. Il part alors au FCN Saint-Nicolas, mais après une saison il revient à Wetteren. En 2008, il quitte de nouveau le club, cette fois pour Cappellen. Il n'y joue qu'une saison et choisit de redescendre en Promotion, au SK Berlare.